# 중국화 (문화)
중국화(中國化, 중국어: 中国化, 병음: Zhōngguóhuà; 영어: Sinicization) 또는 한화(漢化)는 하나의 국가나 민족이 언어, 문화적으로 중국 문화, 특히 중화민족의 근간을 이루는 한족 문화에 동화되거나 융합하는 과정을 가리킨다. 중국화는 중국사에서 끊임없이 발생해 왔고 중국사 그 자체라고 할 수 있다. 한족은 정치, 경제, 문화, 지리적 조건, 인구 우세를 가지므로 민족 융합 과정의 핵심적 존재로 계속했다.

## 같이 보기
- 중국 의례 논쟁
- 정복왕조
- 탈중국화
- 중국의 이민족
- 소중화사상
- 중화사상
- 한자 문화권
- 다이류